# رابرت ترکان
روبرت ترکان (انگلیسی: Robert Turcan; ۲۹ ژوئن ۱۹۲۹ – ۱۶ ژانویهٔ ۲۰۱۸) کراپون، باستان‌شناس و مورخ فرانسوی است.
او در باستان‌شناسی و دوران باستان تمدن روم تخصص دارد.